# Isla Besar
Isla Besar (en malayo: Pulau Besar, literalmente en español: Isla Grande) es una isla de la costa del estado de Malaca, en el país asiático de Malasia, que está situada a unos 13 km de tierra firme.
Se puede acceder a ella en pernu a través de lanchas con un corto viaje a la isla, o desde el muelle de Malaca, situado en Melaka Raya.